# Leon Camier
Leon Stuart Camier (Ashford, 4 agosto 1986) è un pilota motociclistico britannico, ritiratosi dall'attività agonistica.
Vincitore del campionato britannico classe 125 nel 2001, del campionato britannico Supersport nel 2005 e del campionato britannico Superbike nel 2009.
Anche suo fratello, Alex Camier, corre come pilota professionista.

## Carriera
Inizia a correre a livello agonistico nel campionato Britannico Grasstrack, dove vince la sua prima gara nel 1992. Nel 1993 e nel 1994 è campione Britannico Grasstrack 60 cm³, mentre dal 1995 al 1997 è campione Britannico Grasstrack 100 cm³.
Dal 1998 passa alle competizioni di velocità su circuiti asfaltati, vincendo il campionato Britannico 80 cm³ junior ed il terzo posto nel British Aprilia Challenge nel 1999. Dal 2000 al 2002 milita nel campionato anglosassone in classe 125, laureandosi campione Britannico classe 125 nel 2001, mentre nel 2002 ottiene il terzo posto nella classifica generale piloti. Sempre nel 2002 fa il suo esordio mondiale prendendo parte a 3 gran premi nella classe 125 del motomondiale con l'Italjet, non ottiene risultati di rilievo nelle gare. Nel 2003 continua in classe 125, questa volta come pilota titolare, con una Honda RS 125 R del team Metasystem Racing Service. I risultati stagionali non sono positivi, infatti dopo 9 gran premi non ottiene nessun piazzamento a punti, e viene sostituito da Andrea Ballerini.
Nel 2004 rientra a competere in ambito nazionale, partecipando al campionato Britannico Supersport, iniziando la sua carriera con le moto a 4 tempi. Nel 2005 è campione britannico Supersport con la Honda CBR 600RR del team Padgetts, vincendo quattro gare e complessivamente sette piazzamenti a podio. Nello stesso anno corre la 8 Ore di Suzuka con una Honda CBR 1000RR in coppia con Naoki Matsudo nel team Moriwaki Motul Tiger Racing, terminano la gara al quindicesimo posto.
Nel 2006 rimane nel campionato britannico supersport sempre con la CBR 600RR ma passa al team Northpoint Ekerold Honda. Non riesce a riconfermarsi campione fermandosi al quarto posto nella classifica generale con 112 punti, ottiene 3 podi stagionali. Sempre in questa stagione prende parte al gran premio di Gran Bretagna sul circuito di Brands Hatch come wildcard nel mondiale Supersport, termina decimo la gara posizionandosi trentaduesimo nella graduatoria mondiale con 6 punti. Anche quest'anno è iscritto alla 8 Ore di Suzuka sempre con la CBR 1000RR del team Moriwaki Motul Racing in coppia con Shogo Moriwaki, si qualificano in undicesima posizione ma non terminano la gara per un ritiro dopo soli 53 giri.
Nel 2007 cambia categoria passando al campionato britannico Superbike alla guida della CBR1000RR del team Bike Animal Honda. Si piazza ottavo nella classifica generale con 199 punti, realizzando anche 3 podi ma è costretto a saltare le ultime tre prove stagionali a causa di un incidente occorsogli sul circuito di Cadwell Park durante l'undicesima prova del campionato, riportando fratture multiple tali da costringerlo ad un intervento chirurgico. Per il terzo anno consecutivo compete alla 8 Ore di Suzuka, confermato con la CBR 1000RR del team Moriwaki Motul Racing stavolta in coppia con Tatsuya Yamaguchi, concludono quinti a quattro giri dai vincitori.
Nel 2008 è ancora nel campionato britannico Superbike ma cambia moto trasferendosi al team Airwaves Ducati con una Ducati 1098R. Migliora i riscontri dell'anno precedente, facendo segnare otto posizionamenti a podio e vincendo anche tre gare, risultati che gli consentono di chiudere quinto nella classifica generale con 306 punti.
Nel 2009 resta nella stessa squadra ma, visto il ritiro della Ducati dal campionato Britannico, viene dotato di una Yamaha YZF-R1 con il team che viene rinominato Airwaves Yamaha. Ottiene il titolo di campione britannico Superbike con 549,5 punti, vincendo 19 delle 26 gare in programma e con 22 podi totali, sopravanza il compagno di squadra James Ellison di 136,5 punti. Nello stesso anno partecipa a tre prove del campionato mondiale Superbike, la prima al gran premio d'Europa a Donington Park come wildcard con la stessa moto e la stessa squadra con cui corre in ambito nazionale, 
 le restanti due per sostituire l'infortunato Shinya Nakano alla guida della RSV4 Factory del team Aprilia Racing. In questa breve apparizione mondiale acquisisce 32 punti ottenendo il ventesimo posto nella classifica iridata.
Nel 2010 viene confermato nel mondiale superbike dal team Aprilia Alitalia Racing come pilota titolare, con la RSV4. In questa prima esperienza da pilota in pianta stabile nel mondiale per derivate dalla serie ottiene il dodicesimo posto nella classifica mondiale piloti con 164 punti, andando a podio in tre occasioni. I risultati stagionali vengono parzialmente segnati da un infortunio allo scafoide della mano destra rimediato al gran premio di Germania al Nürburgring che lo costringe a saltare le ultime tre prove in calendario.
Nel 2011 viene riconfermato nel team Aprilia Alitalia Racing, sempre in sella alla RSV4. L'andamento del pilota britannico in questa stagione è pressappoco uguale a quello della stagione precedente, senza infortuni, a differenza dell'anno precedente. In virtù di ciò colleziona più punti, che gli permettono di concludere 7º in classifica con 208 punti, con 4 podi ottenuti e un giro veloce nel GP di Assen, in gara 2. Per il 2012 lascia l'Aprilia, trasferendosi al team Crescent Fixi Suzuki, in sella ad una Suzuki GSX-R1000. Durante la stagione riesce a concludere solo una volta a podio nella seconda prova del GP di Germania con un 3º posto. Nel 2013 corre sempre per il team Crescent Racing. La sua stagione raggiunge l'apice con il 3º posto nella gara 1 di Silverstone, ma nella gara successiva in Germania è vittima di un infortunio che gli fa terminare la stagione anzi tempo.
Il 2014 lo vede cambiare marca di motocicletta passando alla guida di una BMW S1000 RR gestita da BMW Motorrad Italia e gareggiando nella classe Superbike EVO. Nello stesso anno corre in MotoGP a Indianapolis, in Repubblica Ceca, Gran Bretagna e nel Gran Premio di San Marino in sostituzione del convalescente Nicky Hayden sulla Honda RCV1000R in configurazione Open del team Drive M7 Aspar, ottiene un punto in Repubblica Ceca. Torna infine nel mondiale Superbike a sostituire l'infortunato Claudio Corti in sella alla MV Agusta F4 per un paio di gare; chiude la stagione sedicesimo con 37 punti prendendo parte a meno della metà delle gare in calendario. Camier ha guidato, nella medesima stagione, sia una Superbike completa che una in configurazione EVO, cosa fatta solamente dall'ungherese Rizmayer.
Nel 2015 viene ingaggiato come pilota titolare dalla MV Agusta, in sella alla MV Agusta F4 1000. In occasione del GP di Francia in gara 1, con pista parzialmente bagnata, ottiene un quinto posto, miglior risultato stagionale. Chiude la stagione al 13º posto con 89 punti all'attivo. Nel 2016 Camier è confermato pilota titolare del team MV Agusta Reparto Corse nel mondiale Superbike. Ritocca il miglior risultato di sempre della MV Agusta nel mondiale Superbike, giungendo quarto al traguardo in quattro diverse occasioni. Totalizza 168 punti che gli consentono di chiudere all'ottavo posto in classifica piloti.
Nel 2017 inizia il terzo anno consecutivo come pilota titolare della MV Agusta. Il pilota britannico chiude la stagione esattamente nella stessa posizione e con lo stesso numero di punti della stagione precedente. Firma con il team Red Bull Honda per il 2018. In questa stagione è costretto a saltare il Gran Premio dei Paesi Bassi a causa di un grave infortunio rimediato nell'evento precedente in Aragona. Tenta il rientro durante il Gran Premio di Imola ma, dopo aver preso parte alle prime due sessioni di prove libere, è costretto a dare forfait a causa delle condizioni fisiche non ancora ottimali. Il suo posto in squadra, per questo evento, viene preso dal pilota australiano Jason O'Halloran. Chiude la stagione al dodicesimo posto in classifica piloti. Nel 2019 è nuovamente pilota Honda, pur trasferendosi nella nuova struttura Moriwaki Althea. Il nuovo compagno di squadra è il giapponese Ryūichi Kiyonari. Anche in questa stagione è costretto a saltare diverse gare per infortunio venendo sostituito da Yūki e Takumi Takahashi. Conclude la stagione al diciassettesimo posto in classifica con cinquantuno punti.
Nel 2020 viene ingaggiato dal team Barni Racing, gareggiando con una Ducati Panigale V4 R. Nonostante ciò, non riesce a prendere parte all'appuntamento inaugurale del mondiale Superbike a Phillip Island, a causa di problemi legati alla spalla infortunata. Tre settimane prima della ripresa del mondiale, rescinde di comune accordo il contratto con il team bergamasco, non disputando nessuna gara nel mondiale Superbike in stagione.
Nel 2021 accetta il ruolo di Team Manager HRC in Superbike, ponendo di fatto fine alla carriera da pilota.

## Risultati in gara

### Motomondiale
| 2002 | Classe | Moto    |  |  |  |  |  |    |    |    |  |  |  |  |  |  |  |  |  |  | Punti | Pos. |
| ---- | ------ | ------- |  |  |  |  |  | -- | -- | -- |  |  |  |  |  |  |  |  |  |  | ----- | ---- |
| 2002 | 125    | Italjet |  |  |  |  |  | 24 | 28 | 24 |  |  |  |  |  |  |  |  |  |  | 0     |      |

| 2003 | Classe | Moto  |    |     |    |    |    |    |     |     |    |  |  |  |  |  |  |  |  |  | Punti | Pos. |
| ---- | ------ | ----- | -- | --- | -- | -- | -- | -- | --- | --- | -- |  |  |  |  |  |  |  |  |  | ----- | ---- |
| 2003 | 125    | Honda | 26 | Rit | 30 | 24 | 30 | 27 | Rit | Rit | 23 |  |  |  |  |  |  |  |  |  | 0     |      |

| 2014 | Classe | Moto  |  |  |  |  |  |  |  |  |  |     |    |    |    |  |  |  |  |  | Punti | Pos. |
| ---- | ------ | ----- |  |  |  |  |  |  |  |  |  | --- | -- | -- | -- |  |  |  |  |  | ----- | ---- |
| 2014 | MotoGP | Honda |  |  |  |  |  |  |  |  |  | Rit | 15 | 16 | 16 |  |  |  |  |  | 1     | 27º  |

| Legenda | 1º posto        | 2º posto            | 3º posto            | A punti      | Senza punti        | Grassetto – Pole position Corsivo – Giro più veloce |
| Legenda | Gara non valida | Non qual./Non part. | Ritirato/Non class. | Squalificato | '-' Dato non disp. | Grassetto – Pole position Corsivo – Giro più veloce |

### Campionato mondiale Supersport
| 2006 | Moto  |  |  |  |  |  |  |  |    |  |  |  |  | Punti | Pos. |
| ---- | ----- |  |  |  |  |  |  |  | -- |  |  |  |  | ----- | ---- |
| 2006 | Honda |  |  |  |  |  |  |  | 10 |  |  |  |  | 6     | 32º  |

| Legenda | 1º posto        | 2º posto            | 3º posto           | A punti      | Senza punti        | Grassetto – Pole position Corsivo – Giro più veloce |
| Legenda | Gara non valida | Non qual./Non part. | Ritirato/Non class | Squalificato | '-' Dato non disp. | Grassetto – Pole position Corsivo – Giro più veloce |

### Campionato mondiale Superbike
| 2009 | Moto             |  |  |  |  |  |  |  |  |  |  |  |  |  |  |  |  |    |   |  |  |  |  |  |  |     |     |   |   | Punti | Pos. |
| ---- | ---------------- |  |  |  |  |  |  |  |  |  |  |  |  |  |  |  |  | -- | - |  |  |  |  |  |  | --- | --- | - | - | ----- | ---- |
| 2009 | Yamaha e Aprilia |  |  |  |  |  |  |  |  |  |  |  |  |  |  |  |  | 13 | 6 |  |  |  |  |  |  | Rit | Rit | 6 | 7 | 32    | 20º  |

| 2010 | Moto    |    |    |   |   |     |     |   |     |   |   |   |     |   |   |   |    |     |   |   |   |     |     |     |     |     |     |  |  | Punti | Pos. |
| ---- | ------- | -- | -- | - | - | --- | --- | - | --- | - | - | - | --- | - | - | - | -- | --- | - | - | - | --- | --- | --- | --- | --- | --- |  |  | ----- | ---- |
| 2010 | Aprilia | 11 | 11 | 5 | 5 | Rit | Rit | 3 | Rit | 5 | 4 | 6 | Rit | 4 | 2 | 6 | 11 | Rit | 8 | 6 | 3 | Inf | Inf | Inf | Inf | Inf | Inf |  |  | 164   | 12º  |

| 2011 | Moto    |    |   |   |   |     |   |   |     |   |   |   |     |   |   |   |     |    |   |   |     |    |   |   |   |    |   |  |  | Punti | Pos. |
| ---- | ------- | -- | - | - | - | --- | - | - | --- | - | - | - | --- | - | - | - | --- | -- | - | - | --- | -- | - | - | - | -- | - |  |  | ----- | ---- |
| 2011 | Aprilia | 13 | 6 | 8 | 3 | Rit | 4 | 8 | Rit | 4 | 2 | 6 | Rit | 3 | 8 | 7 | Rit | 15 | 5 | 8 | Rit | 15 | 3 | 4 | 6 | 12 | 6 |  |  | 208   | 7º   |

| 2012 | Moto   |    |    |     |   |     |    |    |    |   |   |    |    |    |    |   |     |    |   |     |     |    |   |   |   |    |     |     |    | Punti | Pos. |
| ---- | ------ | -- | -- | --- | - | --- | -- | -- | -- | - | - | -- | -- | -- | -- | - | --- | -- | - | --- | --- | -- | - | - | - | -- | --- | --- | -- | ----- | ---- |
| 2012 | Suzuki | 17 | 12 | Rit | 8 | Rit | 14 | AN | 15 | 9 | 4 | 13 | 11 | 10 | 15 | 9 | Rit | 14 | 9 | Rit | Rit | 15 | 5 | 5 | 3 | 11 | Rit | Rit | 10 | 115,5 | 14º  |

| 2013 | Moto   |   |   |    |    |   |   |   |   |     |    |   |     |   |   |   |    |   |   |     |    |    |    |  |  |  |  |   |   | Punti | Pos. |
| ---- | ------ | - | - | -- | -- | - | - | - | - | --- | -- | - | --- | - | - | - | -- | - | - | --- | -- | -- | -- |  |  |  |  | - | - | ----- | ---- |
| 2013 | Suzuki | 9 | 9 | NP | NP | 9 | 7 | 9 | 7 | Rit | 13 | 4 | Rit | 7 | 7 | 9 | AN | 3 | 5 | Rit | NP | NP | NP |  |  |  |  | 8 | 6 | 132   | 11º  |

| 2014 | Moto            |  |  |    |    |    |     |    |    |    |    |    |    |  |  |  |  |    |    |    |    |  |  |  |  |  |  |  |  | Punti | Pos. |
| ---- | --------------- |  |  | -- | -- | -- | --- | -- | -- | -- | -- | -- | -- |  |  |  |  | -- | -- | -- | -- |  |  |  |  |  |  |  |  | ----- | ---- |
| 2014 | BMW e MV Agusta |  |  | 12 | 12 | 13 | Rit | 11 | 12 | NP | NP | 10 | 12 |  |  |  |  | 15 | 10 | NP | NP |  |  |  |  |  |  |  |  | 37    | 16º  |

| 2015 | Moto      |    |   |     |     |    |    |    |    |     |     |   |     |     |     |    |    |    |    |    |    |   |   |   |    |     |     |  |  | Punti | Pos. |
| ---- | --------- | -- | - | --- | --- | -- | -- | -- | -- | --- | --- | - | --- | --- | --- | -- | -- | -- | -- | -- | -- | - | - | - | -- | --- | --- |  |  | ----- | ---- |
| 2015 | MV Agusta | 10 | 8 | Rit | Rit | 10 | 15 | 10 | 10 | Rit | Rit | 9 | Rit | Rit | Rit | 13 | 16 | 10 | 10 | 13 | 12 | 9 | 8 | 5 | 15 | Rit | Rit |  |  | 89    | 13º  |

| 2016 | Moto      |   |     |    |    |     |    |   |   |   |   |    |   |   |   |   |     |    |    |   |   |   |   |   |     |    |    |  |  | Punti | Pos. |
| ---- | --------- | - | --- | -- | -- | --- | -- | - | - | - | - | -- | - | - | - | - | --- | -- | -- | - | - | - | - | - | --- | -- | -- |  |  | ----- | ---- |
| 2016 | MV Agusta | 7 | Rit | 11 | 11 | Rit | 16 | 4 | 9 | 6 | 5 | 10 | 9 | 4 | 5 | 8 | Rit | 11 | NP | 5 | 4 | 7 | 4 | 7 | Rit | 18 | 13 |  |  | 168   | 8º   |

| 2017 | Moto      |   |   |   |     |    |    |    |   |   |     |   |   |    |     |   |     |   |   |   |     |   |     |    |    |   |   |  |  | Punti | Pos. |
| ---- | --------- | - | - | - | --- | -- | -- | -- | - | - | --- | - | - | -- | --- | - | --- | - | - | - | --- | - | --- | -- | -- | - | - |  |  | ----- | ---- |
| 2017 | MV Agusta | 5 | 8 | 8 | Rit | 11 | 10 | 10 | 6 | 6 | Rit | 6 | 6 | 11 | Rit | 6 | Rit | 5 | 6 | 4 | Rit | 4 | Rit | 12 | 12 | 9 | 9 |  |  | 168   | 8º   |

| 2018 | Moto  |   |   |   |   |     |    |     |     |     |     |    |   |   |   |     |    |   |    |     |    |    |   |    |     |     |    |  |  | Punti | Pos. |
| ---- | ----- | - | - | - | - | --- | -- | --- | --- | --- | --- | -- | - | - | - | --- | -- | - | -- | --- | -- | -- | - | -- | --- | --- | -- |  |  | ----- | ---- |
| 2018 | Honda | 7 | 6 | 4 | 6 | Rit | NP | Inf | Inf | Inf | Inf | 10 | 8 | 9 | 7 | Rit | 13 | 9 | 10 | Rit | 14 | 11 | 9 | 10 | Rit | Rit | AN |  |  | 108   | 12º  |

| 2019 | Moto  |     |    |    |    |     |    |    |    |    |    |    |    |    |    |    |     |     |     |     |     |     |     |     |     |     |     |     |     |     |     |   |    |   |    |    |    |    |    |    |  |  |  | Punti | Pos. |
| ---- | ----- | --- | -- | -- | -- | --- | -- | -- | -- | -- | -- | -- | -- | -- | -- | -- | --- | --- | --- | --- | --- | --- | --- | --- | --- | --- | --- | --- | --- | --- | --- | - | -- | - | -- | -- | -- | -- | -- | -- |  |  |  | ----- | ---- |
| 2019 | Honda | Rit | 13 | 10 | 13 | Rit | NP | 11 | 12 | 13 | 11 | AN | 12 | NP | NP | AN | Inf | Inf | Inf | Inf | Inf | Inf | Inf | Inf | Inf | Inf | Inf | Inf | Inf | Inf | Inf | 7 | 16 | 9 | NP | 12 | 13 | 10 | 13 | 16 |  |  |  | 51    | 17º  |

| 2020 | Moto   |    |    |    |  |  |  |  |  |  |  |  |  |  |  |  |  |  |  |  |  |  |  |  |  |  |  |  |  |  |  |  |  |  |  |  |  |  |  |  |  |  |  | Punti | Pos. |
| ---- | ------ | -- | -- | -- |  |  |  |  |  |  |  |  |  |  |  |  |  |  |  |  |  |  |  |  |  |  |  |  |  |  |  |  |  |  |  |  |  |  |  |  |  |  |  | ----- | ---- |
| 2020 | Ducati | NP | NP | NP |  |  |  |  |  |  |  |  |  |  |  |  |  |  |  |  |  |  |  |  |  |  |  |  |  |  |  |  |  |  |  |  |  |  |  |  |  |  |  | 0     |      |

| Legenda | 1º posto        | 2º posto            | 3º posto           | A punti      | Senza punti        | Grassetto – Pole position Corsivo – Giro più veloce |
| Legenda | Gara non valida | Non qual./Non part. | Ritirato/Non class | Squalificato | '-' Dato non disp. | Grassetto – Pole position Corsivo – Giro più veloce |